# لارک (چالوس)
لارک، روستایی است از توابع بخش مرزن‌آباد شهرستان چالوس در استان مازندران ایران.

## جمعیت
این روستا در دهستان کوهستان (چالوس) قرار دارد و براساس سرشماری مرکز آمار ایران در سال ۱۳۹۵، جمعیت آن ۱۰ نفر (۶ خانوار) بوده‌است. مردم لارک از قومیت طبری هستند. مردم لارک به زبان طبری با گویش چالوسی سخن می‌گویند.